# 环形正负电子对撞机
环形正负电子对撞机—超级质子对撞机（CEPC-SppC）是中国科学院高能物理研究所正在推动的大型科学项目，旨在通过大型粒子对撞机探索粒子内部结构。

## 背景
2012年7月4日，LHC 对撞机上的两个实验 Atlas 和 CMS同时宣布发现了一个质量为125GeV 的新粒子，可能就是高能物理界寻找了几十年的希格斯粒子。在后续的研究中，发现该粒子的各种性质都和标准模型对希格斯粒子预期在误差范围内一致。虽然还不能最终确认，然而高能界已经倾向于认为这个新发现的粒子就是希格斯粒子。一方面，标准模型中的希格斯粒子和全部有质量的基本粒子都有相互作用并赋予它们质量，因此，希格斯原则上和所有的（包括未知）的粒子都可能有相互作用，研究希格斯粒子的性质，就可以为寻找新粒子提供重要证据。而另一方面，希格斯粒子的质量只有125GeV，比人们预期的要小很多。这个质量正好处于正负电子对撞机能量能够覆盖的范围内。当年大型正负电子对撞机(Large Electron-positrion Collider, LEP)的能量最高曾达到209GeV，已经非常接近希格斯产生的阈值——大约216GeV。 而在20年后建设一个新的能量稍高、亮度大幅提升的正负电子对撞机，就可以对希格斯粒子进行精确的研究。这就是国际上的两个环形正负电子对撞机项目(CEPC和 FCC-ee)提出的背景。
在希格斯粒子发现之前，因为不知道其质量，因此高能物理学家设计了线性正负电子对撞机，希望能保留对于更大质量的希格斯进行研究的可能。 但是，当希格斯粒子的质量只有125GeV，如果只是研究 希格斯粒子，只需要240-250GeV 的质心能量就足够了，而精确研究需要大统计量的希格斯事例样本。环形性正负电子对撞机的的优势在于能够达到更高的亮度，能量的潜力不足；由于没有环形对撞机由电子偏转的轫致辐射带来的能量损耗，线形正负电子对撞机在提升能量的优势非常明显，但在提高亮度方面不如环性正负电子对撞机。因此，环形正负电子对撞机就成了当前研究希格斯粒子的最佳选择。

## 历史
中国科学院高能物理研究所（以下简称“高能所”）成功建造并运行了北京正负电子对撞机。2012年7月4日，希格斯玻色子被探测到。9月，高能所提出建造CEPC-SppC。2015年2月至3月，在高能所进行CEPC《初步概念设计报告》国际评审会。2017年11月7日，40多家企业联合组织成立“CEPC产业促进会”。2018年11月14日，CEPC《概念设计报告》两卷正式发布，报告包括《加速器卷》和《探测器和物理卷》。 11月28日，国家重点研发计划大科学装置专项“高能环形正负电子对撞机关键技术研发和验证”项目在高能所召开启动会。

## 方案
一期工程是环形对撞机CEPC，预估造价约300亿元，预计十年内能生产“超过100万个希格斯玻色子、一亿W玻色子和近1万亿Z玻色子”。科学目标是“利用质心系能量250GeV附近的正负电子对撞产生大量的干净希格斯粒子事例从而精确测量其性质，确认该粒子是否标准模型希格斯玻色子，并通过它深入研究电弱对称性自发破缺机制和质量起源等基本问题，寻找超出标准模型的新物理的线索。”
CEPC运行十年后，可选择在同一隧道内建设二期工程SppC。科学目标是“通过高能质子对撞，寻找超出标准模型的新粒子和新物理现象，理解宇宙中暗物质和暗能量的本质等等。”

## 争论
对是否应该建造这一工程的争论激烈，获《科学》报道。高能所所长王贻芳和数学家丘成桐力主建设，杨振宁公开发表文章反对。
同期，国际上还有多个类似项目处于竞争又合作的状态，包括国际线性对撞机(International Linear Collider)、未来环形对撞机(Furture Circular Collider，包括正负电子对撞和强子对撞两个阶段：FCC-ee和 FCC-hh)、紧凑型线性对撞机(Compat Linear Collider)等。